# Tommy Bechmann
Tommy Bechmann Møller (født 22. december 1981 i Aarhus) er en dansk tidligere professionel fodboldspiller, som senest spillede for SønderjyskE i Superligaen.
Tommy Bechmann spillede i Hjortshøj/Egå IF, AGF, IK Skovbakken, FC Aarhus (det nuværende Aarhus Fremad), Esbjerg fB, VfL Bochum, SC Freiburg, inden han endte i SønderjyskE. Han indstillede sin karriere i begyndelsen af januar 2017, efter at han havde kæmpet det meste af efteråret 2016 for at komme sig over en knæskade. Han tager derpå fat på en karriere som ekspertkommentator på Discovery-kanalerne.
I Esbjerg-tiden blev han med 19 mål ligatopscorer i 2004 (33 kampe) og vandt bronzemedaljer samme sæson. I sin tid i Esbjerg fB nåede han at score 33 mål i 70 kampe, inden han i sommeren 2004 skiftede til tyske VfL Bochum.
Tommy Bechmann spillede 15 U/21-landskampe og scorede 11 mål. Han blev kåret som Efterårets profil i 2003 og valgt som årets spiller i EfB i sæsonen 2003/2004.